# Supercoupe de Turquie de football
La Supercoupe de Turquie de football est une compétition de football créée en 1966 puis en 2006, opposant le Champion de Turquie au vainqueur de la Coupe de Turquie en titre.
La Supercoupe de Turquie de football succède à la Coupe de la Présidence (Cumhurbaşkanlığı Kupası).

## Historique
La première Coupe de la Présidence est jouée en 1966 entre l’équipe championne de Turquie et le vainqueur de la Coupe de Turquie. Le nom de la Coupe de la Présidence est renommée au cours de la saison 1981-1982 sous le nom de la Coupe du Conseil de la Présidence. Après une coupure après 1998, cette organisation nationale redémarre en 2006 sous le nom de Supercoupe de Turquie.
Le premier match de la Supercoupe a été disputé à Francfort entre le Galatasaray SK champion de Turquie et le vainqueur de la Coupe de Turquie, le Beşiktaş JK. Le Beşiktaş JK remporte le match 1 à 0 et devient le premier club turc à remporter la Supercoupe de Turquie.

## Performances par club
| Club                   | Vainqueur | Finaliste | Année                                                                                                |
| ---------------------- | --------- | --------- | --- |
| Galatasaray            | 17        | 10        | 1966, 1969, 1972, 1982, 1987, 1988, 1991, 1993, 1996, 1997, 2008, 2012, 2013, 2015, 2016, 2019, 2023 |
| Beşiktaş J.K.          | 11        | 11        | 1967, 1974, 1986, 1989, 1992, 1994, 1998, 2006, 2021, 2024                                           |
| Trabzonspor            | 10        | 3         | 1976, 1977, 1978, 1979, 1980, 1983, 1995, 2010, 2020, 2022                                           |
| Fenerbahçe             | 9         | 10        | 1968, 1973, 1975, 1984, 1985, 1990, 2007, 2009, 2014                                                 |
| Göztepe                | 1         | 1         | 1970                                                                                                 |
| Ankaragücü             | 1         | 1         | 1981                                                                                                 |
| Akhisar Belediyespor   | 1         | 1         | 2018                                                                                                 |
| Eskişehirspor          | 1         | 0         | 1971                                                                                                 |
| Konyaspor              | 1         | 0         | 2017                                                                                                 |
| Bursaspor              | 1         | 3         | 1986                                                                                                 |
| Altay                  | 0         | 2         | |
| Gençlerbirliği         | 0         | 1         | |
| Kocaelispor            | 0         | 1         | |
| Sakaryaspor            | 0         | 1         | |
| Kayserispor            | 0         | 1         | |
| İstanbul Başakşehir FK | 0         | 1         | |
| Antalyaspor            | 0         | 1         | |
| Sivasspor              | 0         | 1         | |

## Palmarès
| Année | Vainqueur                                        | Score             | Finaliste                                       | Lieu                 | Date         |
| ----- | ------------------------------------------------ | ----------------- | ----------------------------------------------- | -------------------- | ------------ |
| 2006  | Beşiktaş Coupe de Turquie                        | 1 - 0             | Galatasaray Champion de Turquie                 | Francfort, Allemagne | 30 juillet   |
| 2007  | Fenerbahçe Champion de Turquie                   | 2 - 1             | Beşiktaş Coupe de Turquie                       | Cologne, Allemagne   | 5 août       |
| 2008  | Galatasaray Champion de Turquie                  | 2 - 1             | Kayserispor Coupe de Turquie                    | Duisbourg, Allemagne | 17 août      |
| 2009  | Fenerbahçe Finaliste Coupe de Turquie            | 2 - 0             | Beşiktaş Champion de Turquie Coupe de Turquie   | Istanbul, Turquie    | 2 août       |
| 2010  | Trabzonspor Coupe de Turquie                     | 3 - 0             | Bursaspor Champion de Turquie                   | Istanbul, Turquie    | 7 août       |
| 2012  | Galatasaray Champion de Turquie                  | 3 - 2             | Fenerbahçe Coupe de Turquie                     | Erzurum, Turquie     | 12 août      |
| 2013  | Galatasaray Champion de Turquie                  | 1 - 0 (a.p.)      | Fenerbahçe Coupe de Turquie                     | Kayseri, Turquie     | 11 août      |
| 2014  | Fenerbahçe Champion de Turquie                   | 0 - 0 (3tab2)     | Galatasaray Coupe de Turquie                    | Kayseri, Turquie     | 25 août      |
| 2015  | Galatasaray Champion de Turquie Coupe de Turquie | 1 - 0             | Bursaspor Finaliste Coupe de Turquie            | Ankara, Turquie      | 8 août       |
| 2016  | Galatasaray Coupe de Turquie                     | 1 - 1 (3 tab à 0) | Beşiktaş Champion de Turquie                    | Konya, Turquie       | 13 août      |
| 2017  | Konyaspor Coupe de Turquie                       | 2 - 1             | Beşiktaş Champion de Turquie                    | Samsun, Turquie      | 6 août       |
| 2018  | Akhisar Belediyespor Coupe de Turquie            | 1 - 1 (5 tab à 4) | Galatasaray Champion de Turquie                 | Konya, Turquie       | 5 août       |
| 2019  | Galatasaray Champion de Turquie Coupe de Turquie | 1 - 0             | Akhisar Belediyespor Finaliste Coupe de Turquie | Ankara, Turquie      | 7 août       |
| 2020  | Trabzonspor Coupe de Turquie                     | 2 - 1             | İstanbul Başakşehir FK Champion de Turquie      | Istanbul, Turquie    | 27 janvier   |
| 2021  | Beşiktaş Champion de Turquie                     | 1 - 1 (4 tab à 2) | Antalyaspor Finaliste Coupe de Turquie          | Konya, Turquie       | 5 janvier    |
| 2022  | Trabzonspor Champion de Turquie                  | 4 - 0             | Sivasspor Coupe de Turquie                      | Istanbul, Turquie    | 30 juillet   |
| 2023  | Galatasaray Champion de Turquie                  | 1 - 0 (abandonné) | Fenerbahçe Coupe de Turquie                     | Şanlıurfa, Turquie   | 7 avril 2024 |
| 2024  | Beşiktaş Coupe de Turquie                        | 5 - 0             | Galatasaray Champion de Turquie                 | Istanbul, Turquie    | 3 août       |

## Sources
- Archive Supercoupe de Turquie